# Coronidium waddelliae
Coronidium waddelliae là một loài thực vật có hoa trong họ Cúc. Loài này được (J.H.Willis) Paul G.Wilson mô tả khoa học đầu tiên.